# ريتشارد فرانكلين برستون
ريتشارد فرانكلين برستون هو سياسي كندي، ولد في 24 أكتوبر 1860 في كندا، وتوفي في 8 فبراير 1929. حزبياً، نشط في حزب أونتاريو المحافظ التقدمي. وقد انتخب عضو برلمان مقاطعة أونتاريو وانتخب عضو مجلس العموم الكندي.